# Fernand Braudel
Fernand Braudel (Luméville-en-Ornois, Mosa, 24 d'agost de 1902 - 27 de novembre de 1985) fou un dels principals historiadors francesos de la postguerra, i un dels líders de l'Escola dels Annales. Va organitzar la seva recerca al voltant de tres grans projectes: La Mediterrània (1923-1949, després 1949-1966), Civilització i el capitalisme (1955-1979) i l'inacabat Identitat de França(1970-1985).
La seva reputació es deu en part als seus escrits, però encara més del seu èxit en el lideratge de l'Escola dels Annales el motor més important de la historiografia dels anys 1950 i 1960, i que va exercir una gran influència en l'escriptura històrica a França i altres països.
Braudel ha estat considerat un dels més grans dels historiadors moderns que han posat en relleu el paper de la gran escala, els factors socioeconòmics en l'elaboració i escriptura de la història. També pot ser considerat com un dels precursors de la Teoria dels Sistemes Mundial.

## Vida i obra
Fernand Braudel va néixer a Luméville-en-Ornois, un poble a quaranta quilòmetres de Bar-le-Duc, al departament del Mosa, i hi va passar la infància a casa la seva àvia. Ell sempre va reivindicar el seu origen rural. El seu avi matern havia estat comunard, i Braudel es va mostrar reticent a esmentar aquest costat de la seva família. El 1909, va anar a viure a París amb el seu pare i va estudiar al lycée Voltaire de 1913 a 1920. Tot i que primer es volia dedicar a la medicina, el seu pare el va fer decantar-se per la història. Va estudiar a la Sorbonne on va ser professor seu Henri Hauser, que va ser qui li va despertar realment la vocació. Va passar l'agregació (títol per ser professor d'institut) el 1922; va redactar l'equivalent de la tesi de llicenciatura el curs 1921-1922 sobre Bar-le-Duc durant la Revolució francesa.

### Tesi doctoral. Primer gran projecte
Amb l'agregació va ser destinat des de 1924 a diverses escoles secundàries d'Algèria, que llavors era francesa, primer a Constantina  on va conèixer la seva futura segona esposa, Paule Pradel,  i més tard a la Universitat d'Alger fins al 1932, amb una interrupció per al servei militar a la Exèrcit francès del Rin el 1925/26. Fou a Algèria on es va fascinar pel mar Mediterrani i va escriure un article sobre la presència espanyola al país durant el segle xvi. També hi va iniciar la seva tesi doctoral sobre la política exterior del rei Felip II de Castella (r. 1556–1598), amb recerca arxivística a l'Arxiu General de Simancas l'estiu de 1927. Va visitar diversos arxius arreu del Mediterrani, inclosos Venècia, l'Arxiu del Regne de València i finalment Dubrovnik el 1936/37, i va microfilmar documents amb l'ajuda de la seva dona. El 1932 va tornar a Europa i va ensenyar fins a 1934 en tres lycées (instituts de secundària): el lycée Pasteur a Neuilly-sur-Seine, el Lycée Condorcet a París i el Liceu Henri IV a París.
 Durant aquest període va conèixer per primera vegada Lucien Febvre, el cofundador de la revista Annales (1929).
El 1934, el govern francès va enviar a São Paulo (Brasil) diversos joves professors, entre ells Claude Lévi-Strauss, Jean Maugüé, Pierre Monbeig i el mateix Braudel per promoure la recentment fundada Universidade de São Paulo. En el viatge de tornada a Europa, va conèixer personalment el futur tutor de la seva tesi d'habilitació, Lucien Febvre, amb qui havia mantingut correspondència abans.  Des de 1937 va obtenir una plaça a l'École pratique des hautes études de París. Braudel va caure així sota la influència de l'Escola dels Annales. El 1938 va ingressar a l’École pratique des hautes études com a professor d'història. Va treballar amb Febvre, que més tard llegiria les primeres versions de l'obra magnum de Braudel i li donaria consells editorials. Va començar a escriure el seu llibre sobre la Mediterrània de Felip II a casa de Febvre al Juras. Només va prendre una posició sobre la política actual quan va expressar la condemna de l'Acord de Múnic el 1938.Allà va mantenir el contacte amb el seu mestre Febvre i va començar a treballar en el que seria la seva obra més important. La redacció d'aquest treball va quedar intrrompuda per la guerra imminent contra Alemanya; Braudel va ser reclutat el 1938 per al servei militar. El juny de 1940, durant la campanya occidental, va ser detingut. Va estar al camp dels oficials ('Oflag') XII B Mainz a la ciutadella de Mainz i cap al final de la guerra a l'Oflag X C a Lübeck, on les condicions són pitjors. En ambdós camps, Braudel era rector de la universitat del camp i tenia accés a les biblioteques, tanmateix no biblioteques de recerca. L'obra principal de Braudel va ser doncs escrita en part en captivitat i en gran part a partir de la memòria de les seves anotacions deixades a París i es va defensar el 1947 (publicada el 1949) com a tesi d'habilitació; La Méditerranée et le monde méditerranéen à l'époque de Philippe II, on Braudel va dissenyar una història universal de la Mediterrània en temps de Felip II d'Espanya. Aquesta obra monumental de 1200 pàgines està dividida en tres parts. Cadascuna d'aquestes parts correspon a un cert nivell de temps pel qual Braudel intenta apropar-se al passat de manera diferent. Mentre que la primera part tracta de la història de l'home en el paisatge en la seva relació amb un entorn geogràfic, en la segona part Braudel entra en la història d'estructures més grans, com ara estats, societats, cultures, etc. La tercera part es basa en la historiografia tradicional amb èmfasi en els esdeveniments polítics i militars, en què Braudel mateix sempre relativitza la importància de les accions humanes individuals.

### Segon gran projecte
Després de la guerra i la tesi, viu una etapa de molta activitat. El 1947, amb Febvre i Charles Morazé, Braudel va crear la Sixième Section de l'École Pratique des Hautes Études d'Economia i Ciències Socials, gràcies al mecenatge de la Fundació Rockefeller. Braudel es va convertir en el líder de la segona generació d'historiadors dels Annales després de 1945. Va defensar la seva tesi a la Universitat de París el 1947. En aquell any, amb Febvre i  Charles Morazé, va obtenir finançament del govern francès i de la Fundació Rockefeller (que anteriorment havia donat suport a l’École libre des hautes études de Nova York a l'exili de la guerra) per establir la Sixième section de ciències econòmiques i socials a l’École pratique des hautes études (EPHE), que després es va convertir en l'embut de tota la recerca històrica a França. El 1948 s'hi va establir el Centre de recherches historiques, amb Braudel com a director. El 1949 va ser elegit pels professors del Collège de France com un d'ells després de la jubilació de Febvre. Va ser cofundador de la revista acadèmica Revue économique, el 1950. Després de la mort de Febvre el 1956, va esdevenir el cap de la sisena secció de l'EPHE i va atreure estudiosos com Roland Barthes i Jacques Lacan a unir-se a les seves activitats. Va esdevenir el redactor en cap dels Annales el 1957, que va completar el seu ascens a una influència inigualable en el desenvolupament dels estudis històrics a França durant els anys de la postguerra. Va rebre un milió de dòlars addicional de la Fundació Ford el 1960.
El 1949 és anomenat catedràtic de civilització moderna al Collège de France. Quan Fevbre mor el 1956 queda com a director de la revista Annales (fins a 1969 i continuarà actiu a la revista fins a 1972) i de la secció de l'École Pratique des Hautes Études. El 1958 escriu un important article Histoire et Sciences sociales: La longue durée a la revista Annales, que propunga l'unificació de les ciències humanes.
El 1962, ell i Gaston Berger van utilitzar la subvenció de la Fundació Ford i els fons del govern per crear una nova fundació independent, la  Fondation Maison des Sciences de l'Homme (FMSH), que Braudel va dirigir des de 1970 fins a la seva mort. Es trobava a l'edifici anomenat "Maison des Sciences de l'Homme". FMSH va centrar les seves activitats en el treball en xarxa internacional per tal de difondre l'enfocament dels Annales a la resta d'Europa i al món. L'any 1972 Braudel va renunciar a tota responsabilitat editorial de la revista Annales, però el seu nom va romandre al capdavant.
El 1962 Braudel va escriure Història de les civilitzacions com a base d'un curs d'història, però el seu rebuig a la narrativa tradicional basada en esdeveniments va ser massa radical per al Ministeri d'Educació francès, que al seu torn la va rebutjar. Més endavant, amb Gaston Berger, crearien la Fondation Maison des Sciences de l'Homme (FMSH), on Braudel va ser director des de 1970 i fins a la seva mort.
El 1967 publica el primer volum de Civilisation matérielle, el segon gran projecte que durà a terme. Però no serà fins a 1979 que n'aparegué l'edició completa.
Es va jubilar el 1968. L'any 1975, la Sixième secció es va transformar en École des hautes études en sciences sociales, institució pública d'ensenyament superior per dret propi. El 1984 va ser elegit membre de l’Académie française i el seu discurs de presentació va ser pronunciat per Maurice Druon.

### Darrers treballs
En els darrers anys de la seva vida publica una sèrie d'articles que es recullen el 1969 a Écrits sur l'Histoire. També Le modèle italien, que apareix el 1974 en italià i després en francès el 1986. Fa una versió per al gran públic del seu projecte sobre la Mediterrània Méditerranée (1977-1978, en dos toms), així com l'Europe (1982), La Civilisation, l'histoire et l'aliment, el 1983, i Venise (1984).
El seu gran darrer projecte no va poder ser acabat en vida seva; una història de França, de la qual només va poder contribuir al primer volum, publicat un any després de la seva mort el 1985: L'identité de la France. L'havia iniciat el 1981, i volia ser una història global on el concepte de longue durée hi apareix constantment.
Pel que fa a la seva vida personal, es casà el 1927 amb Paulette Valier, però es divorcià i casà el 1933 amb Paule Pradel.

### Reconeixements
La tasca de Braudel va ser molt reconeguda; fou membre de nombroses acadèmies: l'Académie française, l'Acadèmia de ciències de Baviera, la de Heidelberg i de les Acadèmies de ciències hongaresa i sèrbia. També de l'Acadèmia americana d'Arts i Ciències. Va ser nomenat doctor honoris causa per les universitats d'Oxford, Lliure de Brussel·les, Complutense de Madrid, Varsòvia, Cambridge, Yale, Ginebra, Pàdua, Leyde, Montréal, Colònia, i Chicago. Va ser nomenat també comandant de la Legió d'Honor.
A la Universitat de Binghamton de New York hi ha Fernand Braudel Center, i un Instituto Fernand Braudel de Economia Mundial a São Paulo, Brasil.
El 2011 una enquesta feta per la revista History Today va classificar Fernand Braudel com l'historiador més important dels darrers 60 anys.

## Publicacions més rellevants
Moltes d'aquestes obres han estat traduïdes al castellà:

### La Méditerranée
El seu primer llibre, La Méditerranée et le monde méditerranéen à l'époque de Philippe II (1949) (La Mediterrània i el món mediterrani a l'època de Felip II) va ser el seu més influent i s'ha qualificat de conca hidrogràfica.
Per Braudel no hi ha un únic mar Mediterrani. Hi ha molts mars, de fet una extensió vasta i complexa dins de la qual operen els homes. La vida es fa a la Mediterrània: la gent viatja, pesca, lluita a les guerres i s'ofega en els seus diferents contextos, i el mar s'articula amb les planes i les illes. La vida a la plana és diversa i complexa; el sud més pobre es veu afectat per la diversitat religiosa (catolicisme i islam), així com per les intrusions, tant culturals com econòmiques, del nord. És a dir, la Mediterrània no es pot entendre independentment del que li és exterior. Qualsevol adhesió rígida als límits falseja la situació.
El primer nivell de temps, el temps geogràfic, és el de l'entorn, amb el seu canvi lent, quasi imperceptible, la seva repetició i cicles. Aquest canvi pot ser lent, però és irresistible. El segon nivell de temps comprèn la història social, econòmica i cultural a llarg termini, on Braudel parla de l'economia mediterrània, els grups socials, els imperis i les civilitzacions. El canvi a aquest nivell és molt més ràpid que el del medi ambient. Braudel mira dos o tres segles per detectar un patró particular com l'ascens i la caiguda de diverses aristocràcies. El tercer nivell de temps és el dels esdeveniments (histoire événementielle). Aquesta és la història dels individus amb noms. Això, per a Braudel, és el temps de les superfícies i dels efectes enganyosos. És l'època de la courte durée pròpiament dita i el focus de la tercera part de La Mediterrània, que tracta dels esdeveniments, la política i la gent.
La Mediterrània de Braudel està centrada en el mar, però el més important és també el desert i les muntanyes. El desert crea una forma nòmada d'organització social on es mou tota la comunitat; la vida de muntanya és sedentària. La transhumància el moviment de la muntanya a la plana o viceversa en una estació determinada també és una part persistent de l'existència mediterrània.
La vasta visió panoràmica de Braudel va utilitzar coneixements d'altres ciències socials, va utilitzar el concepte de la longue durée i va restar importància a esdeveniments específics. Va ser molt admirat, però la majoria dels historiadors no van intentar replicar-lo i es van centrar en les seves monografies especialitzades. El llibre va impulsar amb fermesa l'estudi de la Mediterrània i va elevar de manera espectacular la projecció mundial de l’Escola dels Annales.
En la segona edició del seu llibre de 1966, que va anar més enllà en la direcció de buscar la precisió científica a través de la quantificació econòmica, Braudel va afirmar que durant els darrers vint o trenta anys la cadena dels esdeveniments econòmics i les seves conjuntures a curt termini s'havia establert com a una alternativa menys evident a la tradicional cadena d'esdeveniments polítics.
La segona edició va aparèixer en 70.000 exemplars, en contrast amb els 2.500 exemplars de la primera edició. Va ser només amb la publicació de la traducció a l'anglès de la segona edició del seu llibre que el treball de Braudel va començar a tenir un impacte en la beca anglòfona.
- La Méditerranée et le monde méditeranéen à l'époque de Philippe II. París 1949 (tesi d'habilitació de 1947).
  - vol. 1: La part du milieu ISBN 2-253-06168-9
  - vol. 2: Destins collectifs et mouvements d'ensemble ISBN 2-253-06169-7
  - vol. 3: Les événements, la politique et les hommes ISBN 2-253-06170-0

## Capitalisme
Després de La Méditerranée, l'obra més famosa de Braudel és Civilisation Matérielle, Économie et Capitalisme, XV i -XVIII e (Civilització i capitalisme, segles XV-XVIII). El primer volum es va publicar el 1967 i es va traduir a l'anglès el 1973. L'última obra de tres volums va aparèixer el 1979. El treball és una història a gran escala del món modern preindustrial que se centra en com la gent normal va fer que les economies funcionin. Com totes les altres obres importants de Braudel, barreja material econòmic tradicional amb una descripció gruixuda de l'impacte social dels esdeveniments econòmics en diverses facetes de la vida quotidiana, com ara el menjar, la moda i altres costums socials.
El tercer volum, subtitulat La perspectiva del món, va estar fortament influenciat pel treball d'estudiosos alemanys com Werner Sombart. En ella, Braudel rastreja l'impacte dels centres del capitalisme occidental a la resta del món. Braudel va escriure la sèrie com una manera d'explicar la manera moderna i en part com una refutació de la visió marxista de la història.
Braudel va discutir la idea de cicles a llarg termini en l'economia capitalista que va veure desenvolupar a Europa al segle XII. Ciutats particulars i estats nació posteriors se succeeixen seqüencialment com a centres d'aquests cicles: Venècia entre els segles XIII i XV (1250–1510); Anvers i Gènova al segle xvi (1500–1569 i 1557–1627, respectivament), Amsterdam als segles XVI al XVIII (1627–1733); i Londres (i Anglaterra) als segles XVIII i XIX (1733–1896). Va utilitzar la paraula estructures per designar una varietat d’estructures socials, com ara comportaments organitzats, actituds i convencions, així com estructures i infraestructures físiques. Va argumentar que les estructures establertes a Europa durant l'Edat Mitjana van contribuir als èxits de les cultures actuals de base europea. Va atribuir gran part d'això a la llarga independència de les ciutats-estat, que, tot i que després van ser sotmeses a estats geogràfics més grans, no sempre van ser completament suprimides, probablement per raons d'utilitat.
Braudel argumenta que els capitalistes han estat normalment monopolistes i no, com se sol suposar, empresaris que operen en mercats competitius. Argumentava que els capitalistes no s'especialitzaven i no utilitzaven els mercats lliures, i per tant divergeix de les interpretacions liberals (Adam Smith) i marxistes. Segons Braudel, l'estat als països capitalistes ha servit com a garant dels monopolistes més que no pas com a protector de la competència, com se sol representar. Va afirmar que els capitalistes han tingut el poder i l'astúcia al seu costat, ja que s'han disposat contra la majoria de la població.
Una estructura agrària és una estructura a llarg termini en la comprensió braudeliana del concepte. A una escala més gran, l'estructura agrària depèn més dels factors regionals, socials, culturals i històrics que de les activitats realitzades per l'estat.
- Civilisation matérielle, économie et capitalisme (XVe–XVIIIe siècles). Armand Colin, París 1979 (3 vol).
  - vol. 1: Les structures du quotidien (1967) ISBN 2-253-06455-6
  - vol. 2: Les jeux de l'échange (1979) ISBN 2-253-06456-4
  - vol. 3: Le temps du monde (1979) ISBN 2-253-06457-2

### L'Identité de la France
El darrer i més personal llibre de Braudel va ser L'Identité de la France (La identitat de França), que estava inacabat en el moment de la seva mort el 1985. A diferència de molts dels altres llibres de Braudel, en aquest llibre no amaga el seu profund amor pel seu país i comenta al principi que havia estimat França com si fos una dona. Reflectint el seu interès per la longue durée, la preocupació de Braudel a L'Identité de la France va ser pels segles i els mil·lennis, en comptes dels anys i les dècades. Braudel argumentava que França no és el producte de la seva política o economia sinó més aviat de la seva geografia i cultura, una tesi que Braudel havia explorat en un llibre ampli que veia el bourg i el patois: histoire totale integrada en un ampli escombrat de tots dos. el lloc i el temps.
L'Identité de la France estava molt marcada per una nostàlgia romàntica, com Braudel defensava l'existència d'una France profonde, una França profunda basada en la mentalitat camperola, que malgrat totes les turbulències de la història francesa i la Revolució Industrial, ha sobreviscut intacte fins a l'actualitat.
En aquest llibre, va expressar la convicció que l'economia és la més científica de les ciències de l'home, mentre que la història és simplement imperfecta.
- L'identité de la France. Arthaud, París 1986 (3 vol).

### Altres
- La longue durée. In: Annales. 1958, p. 725–753.
- amb Georges Duby i Maurice Aymard: La Méditerranée. Arts et métiers graphiques, París 1978.
- La dynamique du capitalisme. Arthaud, París 1985, ISBN 2-08-081192-4.
- Le modèle italien. Arthaud, París 1989.

### Autobiografia
- Personal Testimony. In: Journal of Modern History 44, 1972, Nr. 5, p. 448–467.
- Wie ich Historiker wurde. In: Schriften zur Geschichte. vol. 2: Menschen und Zeitalter. Klett-Cotta, Stuttgart 1993, ISBN 3-608-93159-7.